# Championnat d'Islande de football 1939
Navigation
Saison précédente Saison suivante
La saison 1939 du Championnat d'Islande de football était la 28e édition de la première division islandaise.
C'est le Fram Reykjavik qui met fin à la série de titres du Valur Reykjavik, tenant depuis 4 ans. Valur va même complètement rater son championnat en finissant bon dernier sans remporter un seul match, une première dans l'histoire du championnat.
Fram devient pour la 11e fois de son histoire champion d'Islande, c'est son premier titre depuis 1925. C'est aussi la première fois qu'un club remporte le championnat après avoir perdu un match.

## Les 4 clubs participants
- KR Reykjavik
- Fram Reykjavik
- Valur Reykjavik
- Vikingur Reykjavik

## Compétition

### Classement
Le barème de points servant à établir le classement se décompose ainsi :
- Victoire : 2 points
- Match nul : 1 point
- Défaite : 0 point

| Rang | Équipe             | Pts | J | G | N | P | Bp | Bc | Diff |
| ---- | ------------------ | --- | - | - | - | - | -- | -- | ---- |
| 1    | Fram Reykjavik     | 4   | 3 | 2 | 0 | 1 | 5  | 6  | -1   |
| 2    | KR Reykjavik       | 3   | 3 | 1 | 1 | 1 | 7  | 5  | +2   |
| 3    | Vikingur Reykjavik | 3   | 3 | 1 | 1 | 1 | 3  | 3  | 0    |
| 4    | Valur Reykjavik T  | 2   | 3 | 0 | 2 | 1 | 3  | 4  | -1   |

|  | Champion d'Islande 1939 |

### Matchs
Tous les matchs se sont disputés au stade de Melavöllur à Reykjavik.
| Résultats (▼dom., ►ext.)                                   | Fra | Vik | Val | KR  |
| Fram Reykjavik                                             |     | 2-1 | 1-0 | 2-5 |
| Vikingur Reykjavik                                         |     |     | 1-1 | 1-0 |
| Valur Reykjavík                                            |     |     |     | 2-2 |
| KR Reykjavik                                               |     |     |     |     |
| - Victoire à domicile - Match nul - Victoire à l'extérieur |     |     |     |     |

## Bilan de la saison
| Tableau d'Honneur                 |                |
| Compétition                       | Vainqueur      |
| Championnat d'Islande de football | Fram Reykjavik |